# Theresienstraße 46 (München)

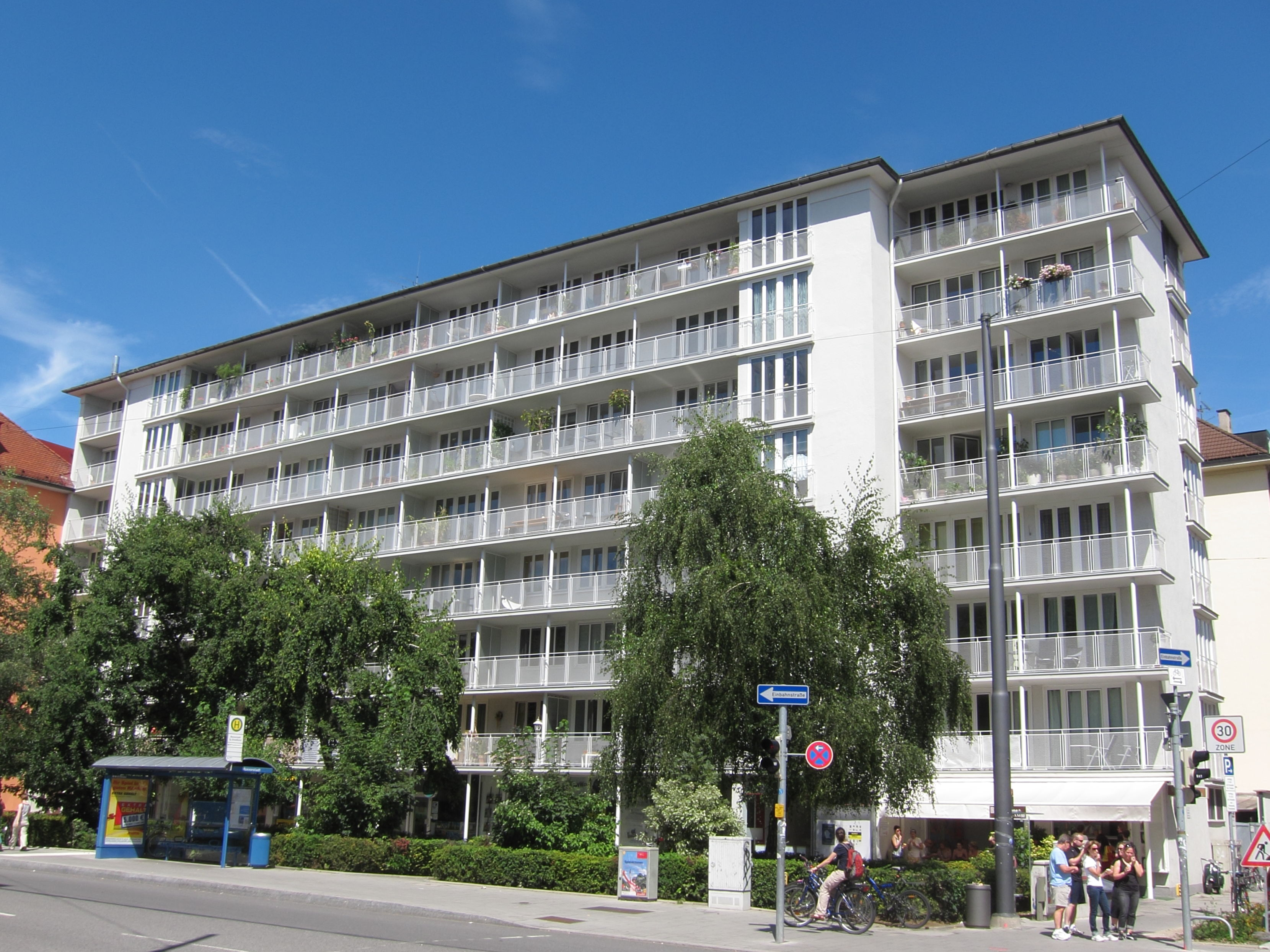
Theresienstraße 46, Südfassade

Die Theresienstraße 46, 48 ist ein denkmalgeschütztes Wohnhochhaus in München und wurde 1952 nach Plänen von Sep Ruf errichtet.

## Architektur und Geschichte
Das achtgeschossige Wohnhaus befindet sich in der Maxvorstadt am Kunstareal München und wurde in den Jahren von 1950 bis 1952 erbaut. Der zurückgesetzte Stahlbetonbau wurde in Schottenbauweise erstellt. Es ist das erste Münchener Wohnhochhaus. Charakteristisch für das Haus sind die durchgehenden Balkonzonen, die raumhohen Fenster, der zurückspringende Ostteil und die erdgeschossige Ladenzone. Die Südfassade des sozialen Wohnungsbaus wirkt aufgrund der Metallstützen und der filigranen Stahlbetonbalkone leicht.

## Baudenkmal
Das Wohnhochhaus und die Garagenanlage stehen unter Denkmalschutz und sind im Denkmalatlas des Bayerischen Landesamtes für Denkmalpflege und in der Liste der Baudenkmäler in der Maxvorstadt eingetragen.